# Michael Sablatnik
Michael Sablatnik (* 19. März 1986) ist ein ehemaliger österreichischer Skirennläufer. Er wurde 2006 Juniorenweltmeister im Super-G und gewann die Silbermedaille in der Abfahrt bei der Universiade 2009.

## Biografie
Sablatnik maturierte am Skigymnasium Stams und startete für den SV St. Johann Rosental in Kärnten. Von 2003 bis 2007 war er im B-Kader des Österreichischen Skiverbandes (ÖSV), anschließend im Landeskader A des Kärntner Skiverbandes. 2001 wurde Sablatnik in seiner Altersklasse Österreichischer Schülermeister im Riesenslalom und 2003 Österreichischer Jugendmeister in dieser Disziplin. Sein erstes FIS-Rennen bestritt er im November 2001, insgesamt feierte er drei Siege in dieser Klasse. Ab Jänner 2005 war er auch im Europacup am Start, dort erreichte er als beste Ergebnisse einen 13. Platz im Super-G von Bad Kleinkirchheim – seinem ersten Europacupstart – und einen weiteren 13. Platz am Sella Nevea in derselben Saison.
Sein größter Erfolg gelang ihm 2006 bei den Juniorenweltmeisterschaften in der kanadischen Provinz Québec mit dem Gewinn der Goldmedaille im Super-G. Dieses Resultat ermöglichte ihm einen Start im Super-G beim Weltcupfinale 2006 in Åre, wo er den 19. Platz belegte. An weiteren Weltcuprennen nahm er nicht teil. Im Februar 2009 gewann der Student der Angewandten Betriebswirtschaft an der Universität Klagenfurt bei der Universiade in China die Silbermedaille in der Abfahrt. Nach 2009 nahm Sablatnik an keinen Wettkämpfen mehr teil.

## Erfolge

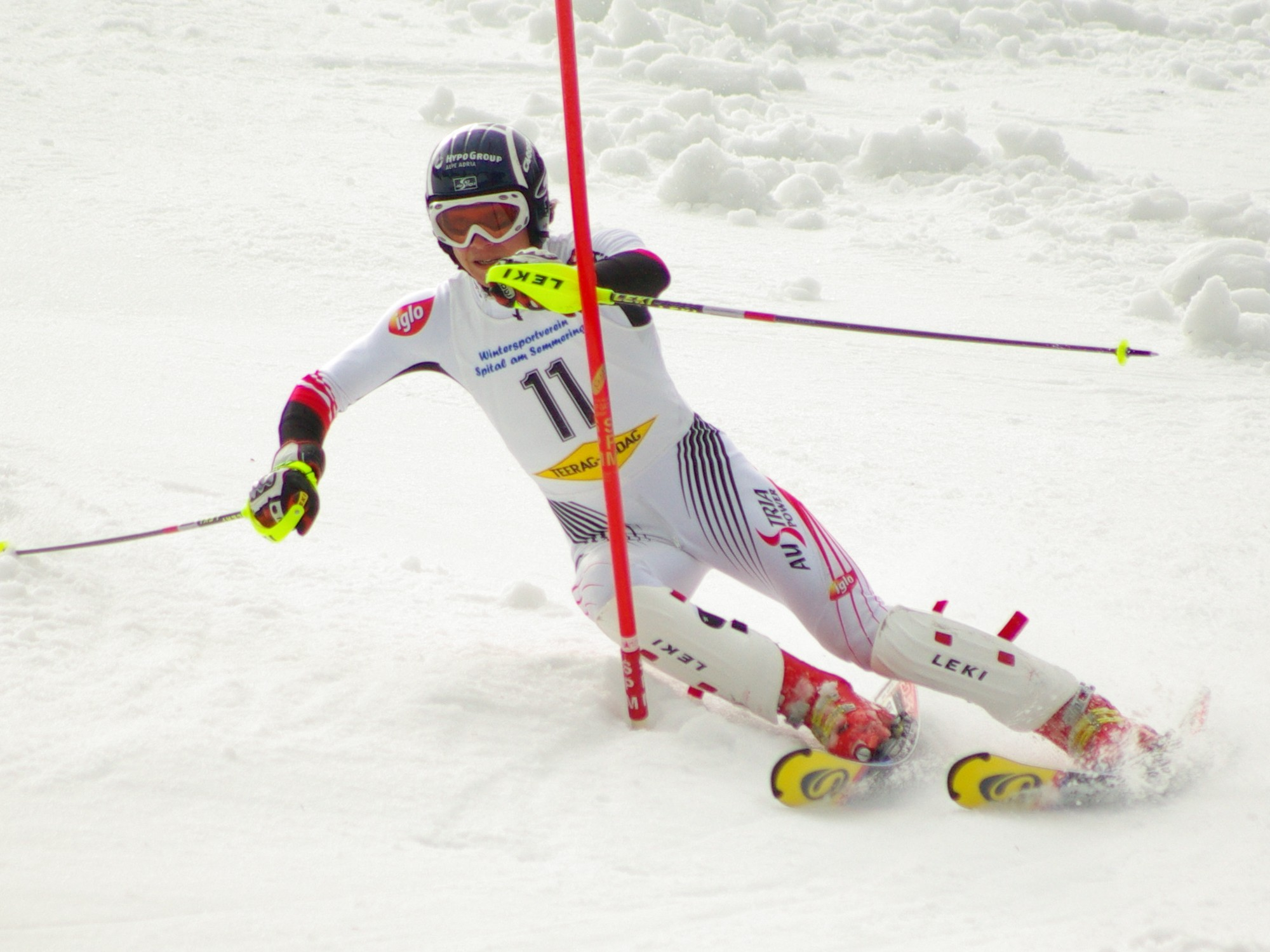
Michael Sablatnik im Slalom der FIS Superkombination in Spital am Semmering im März 2008

### Juniorenweltmeisterschaften
- Maribor 2004: 42. Super-G, 48. Riesenslalom
- Bardonecchia 2005: 7. Kombination, 14. Slalom, 16. Riesenslalom, 22. Abfahrt, 24. Super-G
- Québec 2006: 1. Super-G, 19. Riesenslalom

### Europacup
- 2 Platzierungen unter den besten 15

### Weitere Erfolge
- Österreichischer Juniorenmeister im Riesenslalom 2003
- Silbermedaille in der Abfahrt bei der Universiade 2009
- 3 Siege in FIS-Rennen (2× Super-G, 1× Riesenslalom)